# Alexandre Edme David-Delisle
Alexandre Edme David-Delisle né à Paris, le 9 novembre 1757, mort à Paris, le 12 décembre 1814, est un membre de la Convention.

## Biographie
Il était juge au district de Nogent-sur-Seine. Élu membre suppléant de la Convention, pour le département de l'Aube, par 188 voix sur 370 votants, il fut admis à prendre séance comme titulaire, le 22 frimaire an II, en remplacement de Perrin, condamné pour détournements à douze ans de fers. Mais sur un rapport de Girot-Pouzol, présenté à la Convention dans la séance du 17 fructidor an III, au nom du Comité de législation, l'Assemblée rapporta le décret du 23 septembre 1793, portant qu'il y avait lieu à accusation contre Perrin, et déclara non avenu le jugement du tribunal révolutionnaire qui l'avait condamné. Vallée demanda lecture d'une lettre écrite à la société populaire de Troyes par David-Delisle, alors juré du tribunal, et reprocha au député actuel de l'Aube « d'avoir fait condamner Perrin parce qu'il devait le remplacer à la Convention nationale ». Cette imputation ne fut pas plus amplement vérifiée.

## Mandats
- 12/12/1793 - 26/10/1795 : Aube